# Monankon

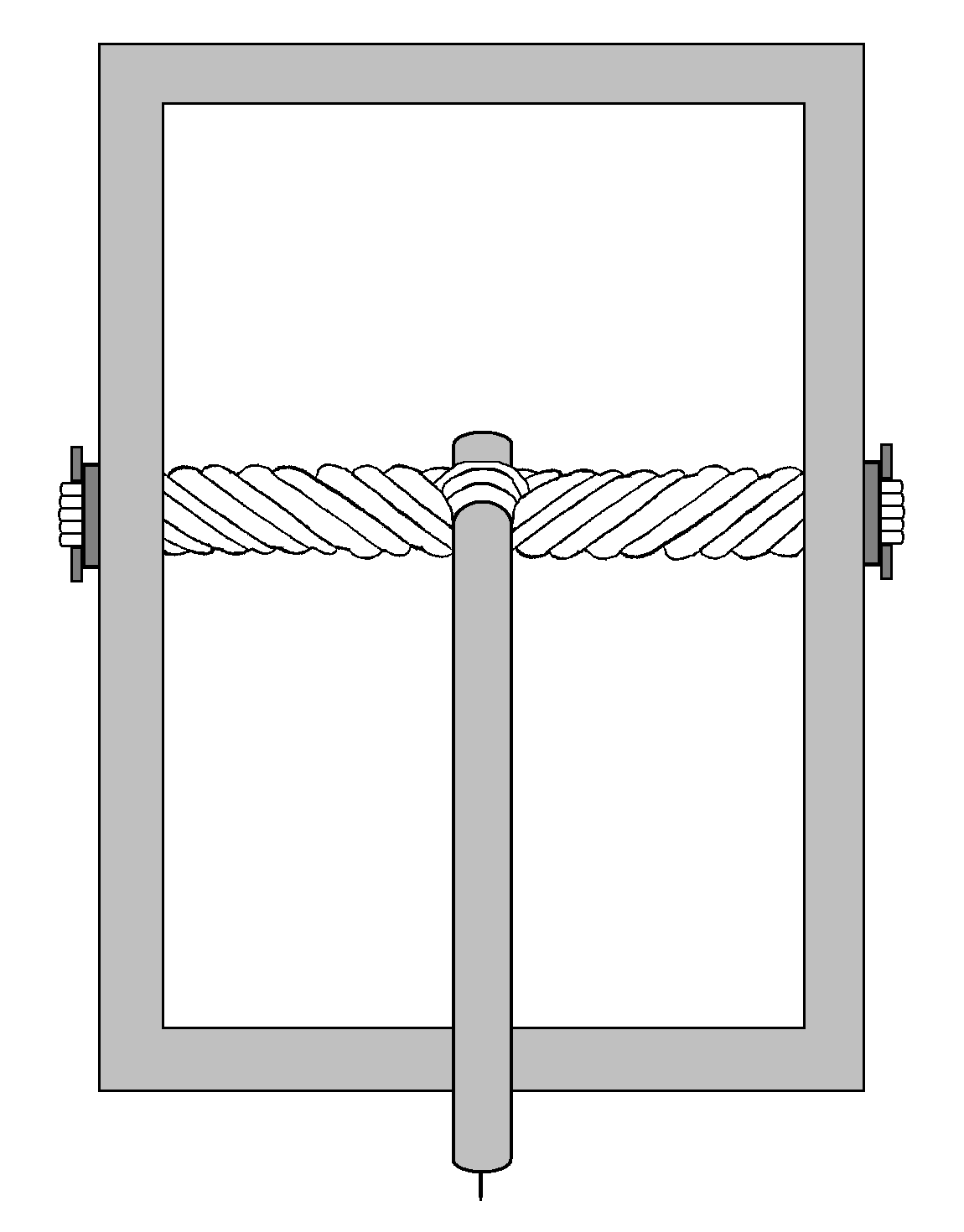
Vereenvoudigde tekening van een monankon.

De monankon of monancone (Oudgrieks: Μονάγκων, "eenarm") is een Grieks belegeringswapen. De steenwerpende monankon was een van de eerste torsie-artilleriewapens. Net als alle andere artilleriewapens uit de oudheid was de monankon een katapult; een wapen dat gebruikmaakt van mechanische energie om projectielen weg te schieten. De veel bekendere Romeinse variant van de monankon heet onager.

## Geschiedenis
Bekende schrijvers van militaire handleidingen uit de oudheid als Biton, Heron, Vitruvius en Athenaeus vermelden de monankon niet. Philon uit de 3e eeuw v.Chr. en Apollodorus (1e eeuw v.Chr.) verwijzen wel naar de monankon, maar geven weinig bijzonderheden. Apollodorus vermeldt wel dat de lithobolos monancones (steenwerpende monankon) een enkele werparm heeft die in de pezenbundel gestoken wordt. Volgens onderzoekers was de constructie van de monankon vergelijkbaar met die van de torsievariant van de hysplex, een startmechanisme voor paardenrennen en loopwedstrijden uit het oude Griekenland.
Omdat de machine waarschijnlijk geheel uit natuurlijke materialen als hout, touw en pezen was opgebouwd zijn er nooit archeologische resten van een dergelijk wapen gevonden. Net als later bij de onager waren ook de choinikides, de schijven tussen de assen en het raamwerk van de katapult, bij de monankon vrijwel zeker van hout. Van de metalen variant van deze schijven, die onder andere in de ballista werden gebruikt, zijn er in Europa en Noord-Afrika vele tientallen gevonden.

## Beschrijving
De monankon behoort tot het torsiegeschut. Er zijn twee soorten torsiewapens; eenarmig krombaangeschut zoals de monankon en tweearmig vlakbaangeschut zoals de euthytone. Bij eenarmige machines wordt de kracht voor de ballistische worp via een torsieveer door een werparm op het projectiel overgebracht.
In het rechthoekige houten spanraam van de monankon zit deze torsieveer in het midden. De veer bestaat uit windingen van pezen die links en rechts in het spanraam door ronde gaten zijn gestoken en aan de buitenkant over assen lopen. De katapultarm steekt midden tussen de windingen. Als de werparm naar achter wordt getrokken brengt het torsiemoment van de getordeerde pezen deze op spanning. De arm heeft een slinger die over de metalen punt op het uiteinde van de werparm wordt geschoven. Door deze slinger wordt het bereik van het wapen met zeker een derde vergroot.